# Agrilus molirensis
Agrilus molirensis é uma espécie de inseto do género Agrilus, família Buprestidae, ordem Coleoptera.
Foi descrita cientificamente por Kerremans, 1898.